# Anett Kontaveit
Anett Kontaveit (n. 24 decembrie 1995, Tallinn, Estonia) este o fostă jucătoare profesionistă de tenis din Estonia. Cea mai bună clasare a carierei la simplu este locul 2 mondial, la 6 iunie 2022.
Odată cu calificarea ei pentru finala WTA 2021, ea a devenit prima estonă care a participat la campionatele de sfârșit de an ale turneului, unde a ajuns în finală. La dublu, cea mai înaltă poziție în clasamentul WTA este locul 95, la 2 martie 2020.
Kontaveit a câștigat șase titluri de simplu în Turul WTA, precum și unsprezece titluri de simplu și cinci titluri de dublu pe Circuitul ITF. Ea a realizat cea mai bună performanță la un Grand Slam, ajungând în sfertul de finală la Australian Open 2020. A mai participat la două finale WTA 1000, Wuhan Open 2018 și Qatar Open 2022, și o semifinală la Miami Open 2019.
Kontaveit a câștigat Campionatul Estoniei în 2009, cea mai tânără jucătoare din Estonia care a făcut acest lucru și și-a apărat cu succes titlul în 2010.

## Cariera profesională

### 2022: Nr. 2 mondial, schimbare de antrenor
Kontaveit și-a început sezonul la Sydney International ca al patrulea cap de serie. Le-a învins pe Zhang Shuai, Elena-Gabriela Ruse și Ons Jabeur pentru a ajunge în semifinale. Cu toate acestea, a fost învinsă de Barbora Krejčíková cu 0–6, 6–4, 7–6(12), în ciuda faptului că a avut șapte puncte de meci.
Cap de serie nr. 6 la Australian Open, ea a fost considerată una dintre favoritele la trofeu după forma sa de la sfârșitul anului 2021. A învins-o pe Kateřina Siniaková în prima rundă cu 6–2, 6–3, dar a fost învinsă de adolescenta daneză Clara Tauson, în runda a doua în seturi consecutive.
Apoi a câștigat Trofeul Sankt Petersburg ajungând în finală după ce le-a învins pe Jil Teichmann, Sorana Cîrstea, Belinda Bencic și Jeļena Ostapenko. Ea a învins-o pe favorita nr.1 Maria Sakkari în finală, în trei seturi. În urma acestui rezultat, a ajuns pe locul 6 mondial.
Kontaveit a jucat apoi la Doha la Qatar Open și le-a învins pe Ana Konjuh, Elise Mertens, Ons Jabeur și Jelena Ostapenko pentru a ajunge în finală. Aceasta a fost a doua ei finală WTA 1000 de la Wuhan în 2018. A fost învinsă de Iga Świątek în seturi consecutive. Această apariție în finală a dus la ridicarea ei în clasament, locul 5 mondial.
Kontaveit a cunoscut apoi o scădere a formei, pierzând în runda a treia și în runda a doua la Sunshine Double, în fața Marketei Vondrousova la Indian Wells și, respectiv, în fața lui Ann Li la Miami. La Porsche Tennis Grand Prix de la Stuttgart, ea a ajuns în sferturile de finală, unde a pierdut în trei seturi cu Arina Sabalenka, într-o revanșă a sfertului de finală de anul trecut. S-a retras apoi de la Madrid Open din cauza unei boli. Apoi a participat și la Italian Open, unde a pierdut în fața Petrei Martic cu 2–6, 3–6 în runda a doua.
Intrînd ca favorita nr.5 la Openul Francez, Kontaveit a pierdut în prima rundă în fața australiencei Ajla Tomljanović. În ciuda acestui fapt, ea a atins cea mai înaltă poziție din carieră, numărul 2 mondial la 6 iunie 2022. Și-a anunțat despărțirea de antrenorul Dmitri Tursunov după încheierea turneului, deoarece acesta are dificultăți în a călători cu ea la turnee din cauza dificultăților de obținere a vizelor, el deținând cetățenia rusă.
Kontaveit a dezvăluit mai târziu că a avut coronavirus după Stuttgart, care i-a afectat jocul în următoarele turnee de la Roma  și French Open. Apoi a omis atât turneele de la Berlin, cât și de la Eastbourne, sugerând că nu și-a revenit complet. Acest lucru a însemnat că nu a jucat nici un turneu de încălzire pe iarbă înainte de Campionatele de la Wimbledon.  Kontaveit a început să lucreze cu un nou antrenor, germanul Torben Beltz.
La Campionatele de la Wimbledon din 2022, Kontaveit a învins-o pe Bernarda Pera în prima rundă, dar a pierdut în fața lui Jule Niemeier în runda a doua.
Kontaveit a primit un wildcard la Hamburg European Open 2022. Ea le-a învins pe Irina Bara și Rebecca Peterson pentru a ajunge în sferturi. Apoi a ajuns în semifinale după ce Andrea Petkovic s-a retras din sferturi. A învins-o pe Anastasia Potapova pentru a ajunge la a treia finală a sezonului și prima din februarie. În finală, ea a pierdut în fața Bernardei Pera în seturi consecutive.
La US Open 2022, Kontaveit a intrat în turneu ca favorită nr. 2 și a învins-o în prima rundă pe Jaqueline Cristian în seturi consecutive. În runda a doua a fost eliminată de deținătoarea a 23 titluri de Grand Slam, Serena Williams, în vârstă de 40 de ani; meciul a durat două ore și jumătate. A completat recordul lui Kontaveit la turneele de Grand Slam în 2022, netrecând de runda a doua, primul astfel de rezultat din anul 2016. Kontaveit a fost cap de serie la turneul inaugural de acasă, Tallinn Open 2022. Ea a ajuns în finală, învingând-o pe compatrioata ei Kaia Kanepi, înainte de a pierde în fața favoritei nr. 7 Barbora Krejcikova în seturi consecutive.

## Rezultate

### Turnee de Grand Slam
| C | F | SF | QF | #R | RR | Q# | P# | DNQ | A | Z# | PO | Au | Ag | Br | NMS | P | NH |

#### Simplu
| Turneu           | 2014 | 2015 | 2016 | 2017 | 2018 | 2019 | 2020 | 2021 | 2022 | 2023 | SR     | C–P   | Victorii% |
| ---------------- | ---- | ---- | ---- | ---- | ---- | ---- | ---- | ---- | ---- | ---- | ------ | ----- | --------- |
| Australian Open  | A    | Q2   | 1R   | 1R   | 4R   | 2R   | QF   | 3R   | 2R   | 2R   | 0 / 8  | 12–8  | 60%       |
| French Open      | Q3   | Q2   | 1R   | 2R   | 4R   | 1R   | 1R   | 3R   | 1R   |      | 0 / 7  | 6–7   | 46%       |
| Wimbledon        | 1R   | 1R   | 1R   | 3R   | 3R   | 3R   | NH   | 1R   | 2R   |      | 0 / 8  | 7–8   | 47%       |
| US Open          | A    | 4R   | 1R   | 1R   | 1R   | 3R   | 4R   | 3R   | 2R   |      | 0 / 8  | 12–7  | 63%       |
| Câștigat–pierdut | 0–1  | 3–2  | 0–4  | 3–4  | 8–4  | 5–3  | 7–3  | 6–4  | 3–4  | 1–1  | 0 / 31 | 36–30 | 55%       |

Notă: Kontaveit s-a retras de la US Open 2019 înainte de meciul ei din runda a treia, care oficial nu este numărată ca o înfrângere.

#### Dublu
| Turneu           | 2017 | 2018 | 2019 | 2020 | 2021 | 2022 | SR     | C–P  | Victorii% |
| ---------------- | ---- | ---- | ---- | ---- | ---- | ---- | ------ | ---- | --------- |
| Australian Open  | A    | A    | 2R   | 2R   | 1R   | A    | 0 / 3  | 2–3  | 40%       |
| French Open      | A    | A    | 3R   | A    | A    | A    | 0 / 1  | 2–1  | 67%       |
| Wimbledon        | 2R   | 1R   | 1R   | NH   | A    | 2R   | 0 / 4  | 2–4  | 33%       |
| US Open          | A    | A    | 2R   | A    | 2R   | A    | 0 / 2  | 2–2  | 50%       |
| Câștigat–pierdut | 1–1  | 0–1  | 4–4  | 1–1  | 1–2  | 1–1  | 0 / 10 | 8–10 | 44%       |

Note: Kontaveit și Daria Kasatkina s-au retras de la US Open 2019 înainte de meciul lor din runda a doua, care oficial nu este numărată ca o înfrângere.

## Legături externe
- Materiale media legate de Anett Kontaveit la Wikimedia Commons
- en Official website Arhivat în 10 august 2020, la Wayback Machine.
- Anett Kontaveit la Women's Tennis Association
- Anett Kontaveit la International Tennis Federation
- Anett Kontaveit pe site-ul Fed Cup
- en Anett Kontaveit la Olympedia.org